# Podwójne życie (film 1928)
Podwójne życie (ang. Three Sinners) – amerykański film niemy z 1928. Nie zachował się do dziś.

## Obsada
- Pola Negri - baronowa Gerda Wallentin
- Warner Baxter - James Harris
- Olga Baclanova - baron Hilda Brings
- Paul Lukas - hrabia Dietrich Wallentin
- Anders Randolf - hrabia Hellemuth Wallentin
- Tullio Carminati - król Stanisław
- Anton Vaverka - sługa Dieetricha
- Ivy Harris - hrabina Lilli
- William von Hardenburg - książę von Scherson
- Robert Klein - hrabia Bogumi Sdarschinsky
- Irving Bacon - ??
- Delmer Daves -  ?